# Kopa Skrzyczeńska
Kopa Skrzyczeńska (1189 m) – płaskie, niewybitne wypiętrzenie grzbietu łączącego Skrzyczne z Malinowską Skałą w Paśmie Baraniej Góry i Skrzycznego w Beskidzie Śląskim. W grzbiecie tym kolejno znajdują się: Małe Skrzyczne, Kopa Skrzyczeńska i Malinowska Skała.
Północno-zachodnie stoki Kopy Skrzyczeńskiej z licznymi polanami opadają ku dolinie Żylicy, w kierunku południowo-wschodnim porośnięte lasem stoki Kopy Skrzyczeńskiej opadają do doliny Malinowskiego Potoku.
Stoki Kopy Skrzyczeńskiej w latach 90. XX w. zostały całkowicie ogołocone z lasów. Do czasu odbudowy szaty roślinnej tereny te stały się dzięki temu w zimie jednym z nielicznych miejsc w polskich Beskidach z występującym zagrożeniem lawinowym, a także doskonałym punktem widokowym.
Przez szczyt Kopy Skrzyczeńskiej biegną znaki zielonego szlaku turystycznego ze Skrzycznego na Malinowską Skałę, oraz granica między miastami Skrzyczne i Żywiec.

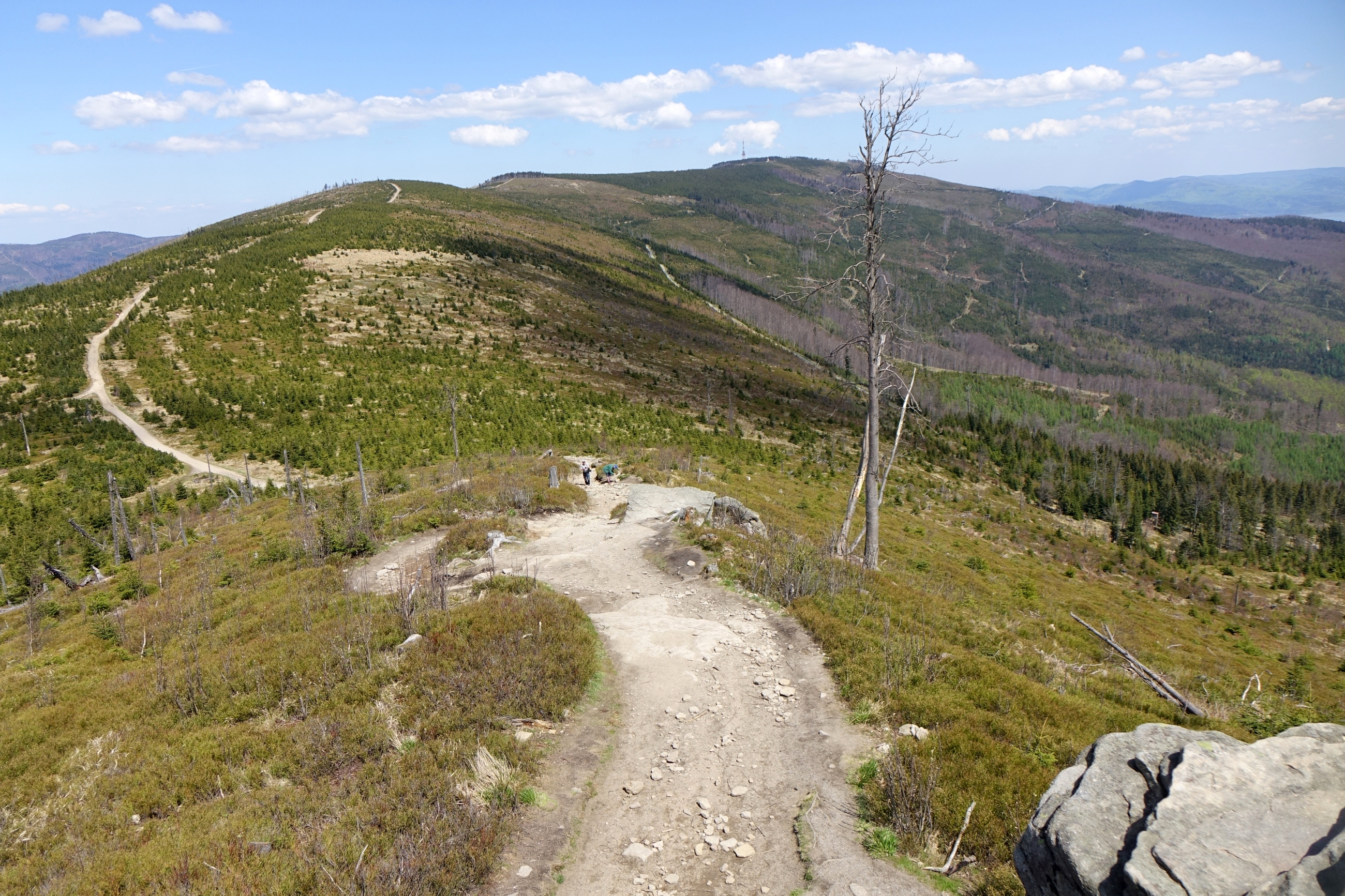
Widok na Kopę Skrzyczeńską z Malinowskiej Skały
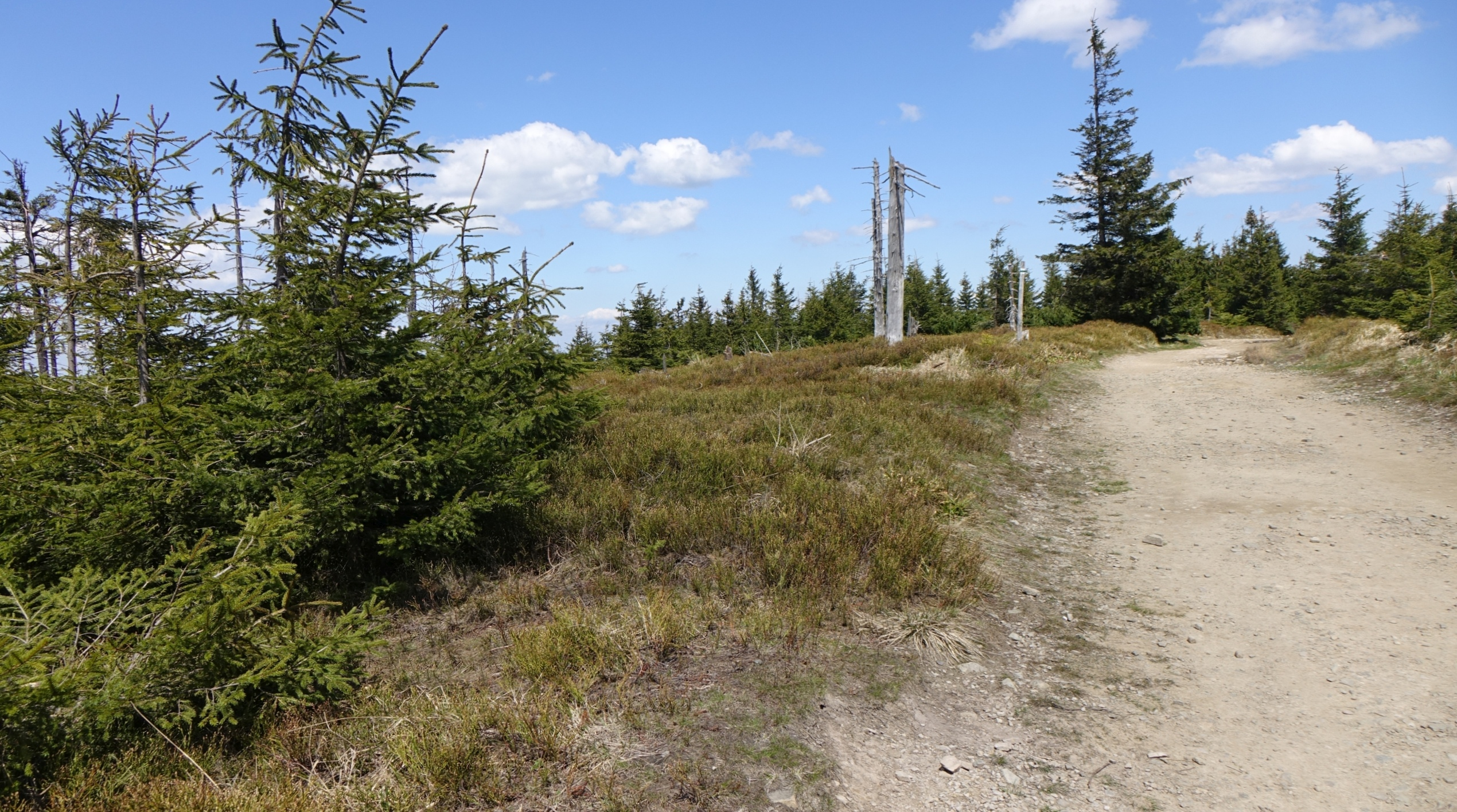
Kopa Skrzyczeńska (2023 r.)
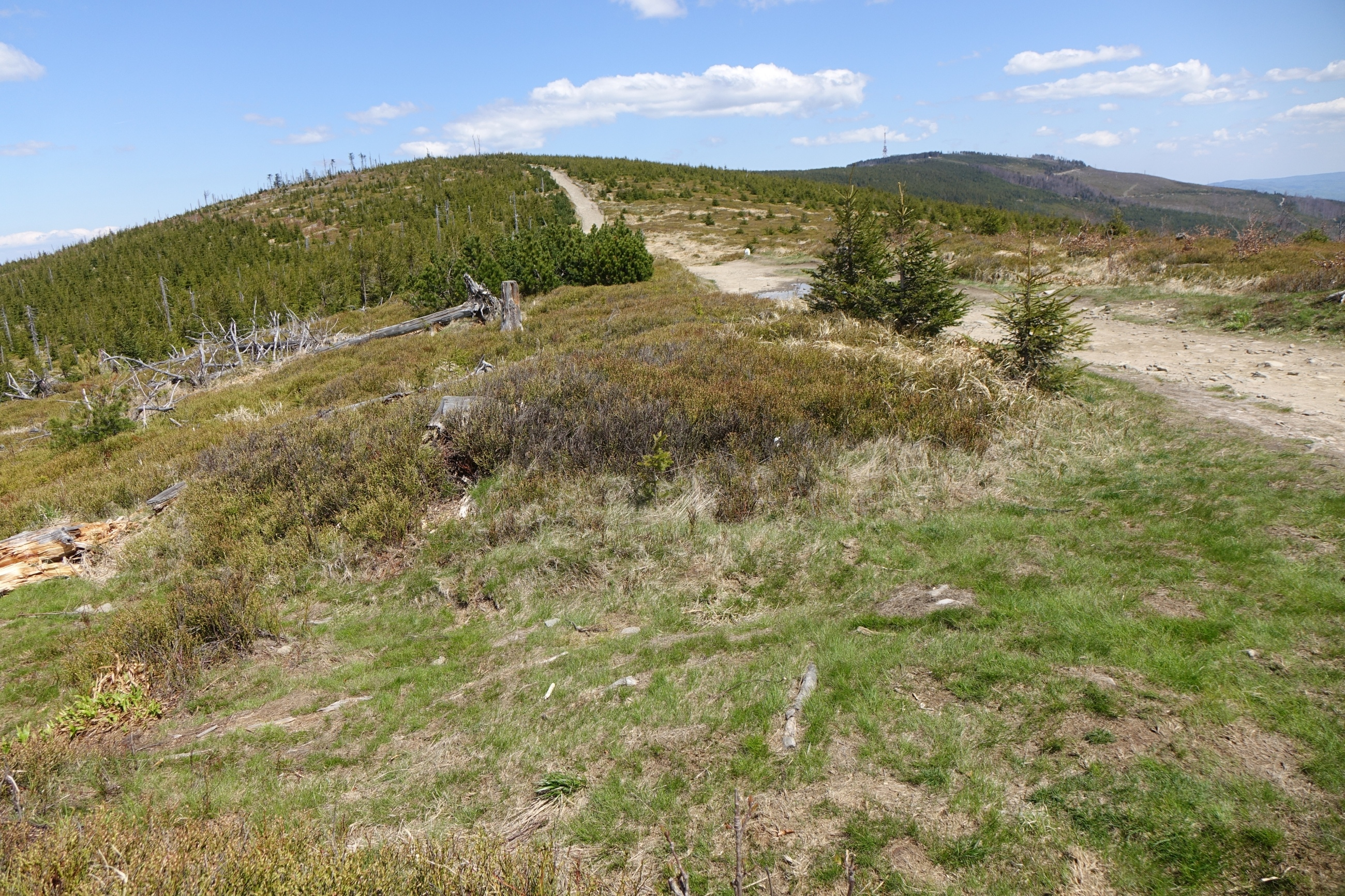
Kopa Skrzyczeńska (2023 r.)

## Szlaki turystyczne
Skrzyczne – Małe Skrzyczne – Kopa Skrzyczeńska – Malinowska Skała – rozdroże pod Malinowską Skałą – Malinowskie Siodło – Zielony Kopiec – Gawlasi – Magurka Wiślańska – Barania Góra. Czas przejścia 3 godz., z powrotem 2 godz. 55 min.